# Liste der Kulturdenkmäler in Dieburg
Die folgende Liste enthält die in der Denkmaltopographie ausgewiesenen Kulturdenkmäler auf dem Gebiet  der  Stadt Dieburg, Landkreis Darmstadt-Dieburg, Hessen.
Hinweis: Die Reihenfolge der Denkmäler in dieser Liste orientiert sich zunächst an Stadtteilen und anschließend der Anschrift, alternativ ist sie auch nach der Bezeichnung, der vom Landesamt für Denkmalpflege vergebenen Nummer oder der Bauzeit sortierbar.
Kulturdenkmäler werden fortlaufend im Denkmalverzeichnis des Landes Hessen durch das Landesamt für Denkmalpflege Hessen auf Basis des Hessischen Denkmalschutzgesetzes (HDSchG) geführt. Die Schutzwürdigkeit eines Kulturdenkmals hängt nicht von der Eintragung in das Denkmalverzeichnis des Landes Hessen oder der Veröffentlichung in der Denkmaltopographie ab.

Das Vorhandensein oder Fehlen eines Objekts in dieser Liste ist keine rechtsverbindliche Auskunft darüber, ob es Kulturdenkmal ist oder nicht: Diese Liste entspricht möglicherweise nicht dem aktuellen Stand der offiziellen Denkmaltopographie. Diese ist für Hessen in den entsprechenden Bänden der Denkmaltopographie Bundesrepublik Deutschland und im Internet unter DenkXweb – Kulturdenkmäler in Hessen einsehbar. Auch diese Quellen sind, obwohl sie durch das Landesamt für Denkmalpflege Hessen aktualisiert werden, nicht immer aktuell, da es im Denkmalbestand immer wieder Änderungen gibt.
Eine verbindliche Auskunft erteilt allein das Landesamt für Denkmalpflege Hessen.
Nutze diese Kartenansicht, um Koordinaten in der Liste zu setzen. In dieser Kartenansicht sind Kulturdenkmale ohne Koordinaten mit einem roten bzw. orangen Marker dargestellt und können in der Karte gesetzt werden. Kulturdenkmale ohne Bild sind mit einem blauen bzw. roten Marker gekennzeichnet, Kulturdenkmale mit Bild mit einem grünen bzw. orangen Marker.

## Kulturdenkmäler nach Ortsteilen

### Dieburg
| Bild                                                                            | Bezeichnung                                                                           | Lage | Beschreibung | Bauzeit                                                                             | Objekt-Nr. |
| ------------------------------------------------------------------------------- | ------------------------------------------------------------------------------------- | --- | --- | ----------------------------------------------------------------------------------- | ---------- |
| in der Spitalstraße                                                             | Gesamtanlage Altstadt/Klosterstraße/Spitalstraße                                      | Altstadt 3–21, 2–14, Klosterstraße 21–23, 32, 34, Spitalstraße 1–17, 4–30 Lage | |                                                                                     | 14911 DDB  |
| Gesamtanlage Aschaffenburger Straße                                             | Gesamtanlage Aschaffenburger Straße                                                   | Aschaffenburger Straße 7–9, 15–17, 2–34 Lage | |                                                                                     | 777722 DDB |
| weitere Bilder                                                                  | Gesamtanlage Burgbereich                                                              | Albinistraße 23, An der Brückenmühle 2–6, Schloßgasse 4–18, 9–15 Lage | Der Burgbereich liegt zwischen Gersprenz und Leergraben. Von der ehemals quadratischen Hofanlage sind Süd- und Ostflügel erhalten. Die Verbindungsmauern zur Stadtmauer sind größtenteils erhalten. |                                                                                     | 776563 DDB |
| Gesamtanlage Frankfurter Straße/Theobaldstraße/Wilhelm-Leuschner-Straße         | Gesamtanlage Frankfurter Straße/Theobaldstraße/Wilhelm-Leuschner-Straße               | Frankfurter Straße 13–19, Theobaldstraße 15–17, Wilhelm-Leuschner-Straße 17–19, 21 Lage | |                                                                                     | 777723 DDB |
| Gesamtanlage Fuchsberg                                                          | Gesamtanlage Fuchsberg                                                                | Darmstädter Straße 1–5, Fuchsberg 1–23, 2–10, 18–30, Krummgasse 3–11, 2–8, Minnefeld 4–22; Römerstraße 1–5, 4–8 Lage | |                                                                                     | 777724 DDB |
| Gesamtanlage Groß-Umstädter Straße                                              | Gesamtanlage Groß-Umstädter Straße                                                    | Groß-Umstädter Straße 7, 11, 4–18, Ringstraße 47, 54 Lage | |                                                                                     | 777725 DDB |
| Gesamtanlage Historische Altstadt                                               | Gesamtanlage Historische Altstadt                                                     | Badgasse 3–17, 4–26, Eulengasse 1–19, 8–22, Gundermannstraße 1–15, 8–20, Hutmacherstraße 3–17, 6–14, Jungfernstieg 3–5, Kirchengasse 3–6, Klosterstraße 13–15, 2–26, Leisbühl 1, 3, 4–9, Löwengasse 3–12, Markt 2–6, 12–14, 7–15, 22, 23, Minnefeld 1–9, Mühlgasse 3, 4 – 8, Pfarrgasse 3–19, 6, 14–18, Rheingaustraße 3–26, 28, Schlossgasse 4–7, 9, Schlossergasse 1–10, 12, 14, Steinstraße 1–3, 11–33, 53–59, 10–42, Weißturmstraße 1–20, 22, 24, 26, Zentturmstraße 3–17, 16–20, Zuckerstraße 1–37, 43–47, 2–28 Lage | |                                                                                     | 776562 DDB |
| Gesamtanlage Eulengasse                                                         | Gesamtanlage Eulengasse                                                               | Teil der Gesamtanlage Historische Altstadt Lage | Im hinteren Bereich der Eulengasse vermittelt eine Reihe traufständiger Ackerbürgerhäuser den Eindruck der mittelalterlichen Bebauung der Altstadt. |                                                                                     |            |
| Gesamtanlage Steinstraße/Klosterstraße                                          | Gesamtanlage Steinstraße/Klosterstraße                                                | Teil der Gesamtanlage Historische Altstadt Lage | Der Häuserblock, der westlich von der Eulengasse und südlich von der Klostergasse begrenzt wird, zeigt die künstlerische Qualität kleiner Stadthäuser. Durch den ehemaligen Frankensteiner Hof in der Steinstraße ist der Bereich eng mit der Stadtgeschichte verbunden. |                                                                                     |            |
| Gesamtanlage Zuckerstraße/Löwengasse/Badgasse                                   | Gesamtanlage Zuckerstraße/Löwengasse/Badgasse                                         | Teil der Gesamtanlage Historische Altstadt Lage | Im Süden der Altstadt ist der Bereich der Einmündung der Steinstraße in die Zuckergasse und südlich der Zuckergasse der Häuserblock zwischen Badgasse und Löwengasse im historischen Erscheinungsbild weitgehend erhalten geblieben. | 17. und 18. Jh.                                                                     |            |
| Gesamtanlage Marienstraße                                                       | Gesamtanlage Marienstraße                                                             | Marienstraße 1a–13, 15–23, 16–18 Lage | |                                                                                     | 827643 DDB |
| Gesamtanlage Rheingaustraße                                                     | Gesamtanlage Rheingaustraße                                                           | Rheingaustraße 8, 10, 12, 14 Lage | Ein Bereich mit historischen Hofanlagen des 18. und 19. Jhs. hat sich im südwestlichen Teil der Altstadt erhalten. | 18. und 19. Jh.                                                                     | 777726 DDB |
| Gesamtanlage Steinweg und Stadtmühle                                            | Gesamtanlage Steinweg und Stadtmühle                                                  | Am Wall 2, Steinweg 1–31, 2–8, 12–16, 22–44 Lage | Die Vorstadt am Steinweg ist von allen drei historischen Vorstädten in der Substanz am besten erhalten. Es reihen sich hier schmale Hofreiten mit Fachwerkbauten des 17. und 18. Jhs. Zur Altstadt hin liegt die Anlage der Stadtmühle auf einer Gesprenzinsel. | 17. und 18. Jh.                                                                     | 776567 DDB |
| Ackerbürgerhaus, Dieburg Altstadt 7                                             | Wohnhaus                                                                              | Altstadt 7 LageFlur: 1, Flurstück: 463/3 | Zweigeschossiges traufständiges Fachwerkhaus mit Tordurchfahrt (bez. 1740), Ackerbürgerhaus. | 1740                                                                                | 14914 DDB  |
| Fachwerkhaus, Dieburg, Altstadt 9                                               | Hofanlage                                                                             | Altstadt 9 LageFlur: 1, Flurstück: 462/1 | Zweigeschossiges traufständiges Fachwerkhaus, Ackerbürgerhaus, anschließend im Hof Nebengebäude und eine quergestellte Scheune. | 18. Jh.                                                                             | 14915 DDB  |
| Ehemaliges Gasthaus Zum Schwarzen Adler, Dieburg, Altstadt 10                   | Wohnhaus                                                                              | Altstadt 10 LageFlur: 1, Flurstück: 421/1 | Das winkelförmige Haus wurde 1658 erstmals erwähnt und beherbergte bis 1846 das Gasthaus Zum Schwarzen Adler. Darin befand sich die Thurn und Taxis’sche Posthalterei an der Wende vom 18. zum 19. Jahrhundert. Die Holzverkleidung zur Straße imitiert ein Ziegelmauerwerk mit Eckquadern. Im Innenhof befindet sich ein Anbau mit einem Laubengang im Obergeschoss. | 1658                                                                                | 14916 DDB  |
| Haus in Dieburg, Altstadt 17                                                    | Wohnhaus                                                                              | Altstadt 17 LageFlur: 1, Flurstück: 447 | Zweieinhalbgeschossiger Massivbau mit Jugendstilinschrift über dem Fenstersturz: „Dr. med. Stern erbaute dieses Haus im Jahre 1903, Architekt E. Völker“. | 1903                                                                                | 14917 DDB  |
| weitere Bilder                                                                  | Katholische Wallfahrtskirche oder Gnadenkapelle                                       | Altstadt 18/20, Marienstraße LageFlur: 1, Flurstück: 405/1, 405/2, 406 | Die Dieburger Wallfahrtskirche war bis 1569 die Pfarrkirche der Stadt Dieburg. Sie ist den Hl. Aposteln St. Peter und Paul geweiht und gehört auch heute noch zur katholischen Pfarrei St. Peter und Paul in Dieburg. Die Kirche befindet sich in dem früheren Vorort Altstadt und lag außerhalb der mittelalterlichen Stadtmauern. Am Hochaltar der Kirche wird an zentraler Stelle ein Vesperbild gezeigt, das seit dem 15. Jahrhundert das Ziel von Wallfahrten ist. Bezugnehmend auf dieses Gnadenbild wird die Kirche auch Gnadenkapelle genannt. An selber Stelle befand sich bereits zur Römerzeit ein wohl religiös genutztes Gebäude. | Gründungsbau ~800 auf römischen Fundamenten – Barocker Umbau 1697 – Außenaltar 1929 | 14920 DDB  |
| Haus in Dieburg, Altstadt 19                                                    | Wohnhaus                                                                              | Altstadt 19 LageFlur: 1, Flurstück: 446 | Zweieinhalbgeschossiger Massivbau, Inschrift unter dem Erker im Fenstersturz: „Erbaut von Josef Fäth II. im Jahre 1906“. | 1906                                                                                | 14918 DDB  |
| Dieburg Ehemaliges Kapuzinerkloster, Altstadt 23–25 heute Justizvollzugsanstalt | Ehemaliges Kapuzinerkloster, heute Justizvollzugsanstalt                              | Altstadt 25 LageFlur: 1, Flurstück: 442/1 | Von der ursprünglichen Klosteranlage sind noch die Umfassungswände und der Klosterhof erhalten. Der Konvent wurde 1822 aufgelöst. Das Gebäude diente später als Korrektionsanstalt, als Lager für Strafgefangene und als Justizvollzugsanstalt. | 1692–1738                                                                           | 14921 DDB  |
| weitere Bilder                                                                  | Bahnhof                                                                               | Am Bahnhof, Eisenbahn LageFlur: 1, Flurstück: 156/3, 157/8 | Haltestelle an der Dreieichbahn (Dieburg - Ober-Roden - Dreieich-Buchschlag) und an der Rhein-Main-Bahn (Wiesbaden - Mainz - Darmstadt - Dieburg - Babenhausen - Aschaffenburg). | 1857/58                                                                             | 119124 DDB |
| Ehemalige Dieburger Tonwaren-Fabrik                                             | Ehemalige Dieburger Tonwaren-Fabrik                                                   | Am Bauhof 1, 3 LageFlur: 3, Flurstück: 239/2, 240/1 | | 1937/38                                                                             | 827644 DDB |
| Wohnhaus                                                                        | Wohnhaus                                                                              | Am Bauhof 4b LageFlur: 3, Flurstück: 243/2 | | 1930er Jahre                                                                        | 827645 DDB |
| weitere Bilder                                                                  | Jüdischer Friedhof                                                                    | Am Bauhof 4c LageFlur: 3, Flurstück: 110 | Erstmals 1530 erwähnt. Begräbnisstätte für 15 jüdische Gemeinden. | Erste Erwähnung 1530                                                                | 14933 DDB  |
| Ehemalige Groschlag’sche Mühle                                                  | Ehemalige Groschlag’sche Mühle                                                        | Am Schloß Stockau 2 LageFlur: 17, Flurstück: 206/11 | Das heutige Gebäude war die Mühle der „Kartoffelmehlfabrik Stockau in Dieburg“, die nach einem Brand stillgelegt wurde. An selber Stelle befand sich das „Schloss Stockau“ der Familie Groschlag zu Dieburg, die seit dem Mittelalter bis zu ihrem Aussterben 1799 in Dieburg ansässig war. Das Schloss war für seine ausgedehnte Gartenanlage, den heutigen „Schlossgarten“, bekannt. | 1869                                                                                | 14935 DDB  |
| Haus in Dieburg, Aschaffenburger Str 18                                         | Wohnhaus                                                                              | Aschaffenburger Straße 18 LageFlur: 8, Flurstück: 192 | Zweigeschossiger Massivbau in Ecklage mit Fachwerkzwerchhaus. | um 1900                                                                             | 14922 DDB  |
| Fachwerkhaus in Dieburg, Badgasse 9                                             | Wohnhaus                                                                              | Badgasse 9 LageFlur: 1, Flurstück: 618 | Zweigeschossiges traufständiges Fachwerkhaus auf massivem Sockelgeschoss, Fachwerk frühes 18. Jh., Sandsteintor im Untergeschoss bez. 1610. | 1610                                                                                | 14923 DDB  |
| weitere Bilder                                                                  | Ehemaliges Badhaus                                                                    | Badgasse 10 LageFlur: 1, Flurstück: 590/2 | Zweigeschossiges Eckhaus mit massiven Erdgeschoss aus der ersten Hälfte des 16. Jhs., Fachwerkobergeschoss, erste Hälfte 17. Jh. Eines der wenigen erhaltenen Badehäuser in Deutschland. | 1580                                                                                | 14925 DDB  |
| Wohnhaus                                                                        | Wohnhaus                                                                              | Badgasse 12, 14 LageFlur: 1, Flurstück: 575/1, 576/1 | |                                                                                     | 119125 DDB |
| Ehemaliges Jagdhaus                                                             | Ehemaliges Jagdhaus                                                                   | Darmstädter Straße 255 LageFlur: 35, Flurstück: 1/2 | | 1924/25                                                                             | 119126 DDB |
| Dieburg Wegekreuz Eichwasen                                                     | Wegekreuz                                                                             | Der Eichwasen (südlich der Darmstädter Straße) LageFlur: 21, Flurstück: 2/4 | Sockelstein des sogenannten Steinernen Kreuzes mit Reliefdarstellung der Pieta und dem knienden Stifterpaar Enders. | 1720                                                                                | 14989 DDB  |
| Bildstock bei Dieburg                                                           | Bildstock                                                                             | Dieburger Markwald, Auf der Moret LageFlur: 31, Flurstück: 1/8 | Sandsteinbildstock mit geschlossenem Bildhäuschen mit vier flachen Giebeln auf quadratischer Säule. | 1794                                                                                | 14990 DDB  |
| Eisenbahnbrücke Gersprenzbrücke                                                 | Eisenbahnbrücke Gersprenzbrücke                                                       | Eisenbahn, Gersprenz LageFlur: 18, Flurstück: 303/3, 342 | |                                                                                     | 827649 DDB |
| weitere Bilder                                                                  | Schloss Fechenbach                                                                    | Eulengasse 8, Schloßgasse 3, 5, 7, Marktplatz, Markt 1, 4, Eulengasse, Bei der Erlesmühle LageFlur: 1, Flurstück: 917/4, 954, 959/1, 961/2, 962, 963/2, 971/3, 972/2, 973, 975/1 | Das Schloss Fechenbach ist ein Stadtschloss, das in seiner heutigen Gestalt 1860/61 von den Freiherren von Fechenbach erbaut wurde. Davor befand sich an selber Stelle das „Ullnerschlösschen“, welches von der seit dem Mittelalter in Dieburg ansässigen Familie Ullner von Dieburg erbaut wurde. Das sich seit 1939 im Besitz der Stadt Dieburg befindende Schloss dient heute als Stadt- und Kreismuseum Schloss Fechenbach. | 1860/61                                                                             | 14926 DDB  |
| Haus in Dieburg, Eulengasse 11                                                  | Wohnhaus                                                                              | Eulengasse 11 LageFlur: 1, Flurstück: 935 | Zweigeschossiges traufständiges Haus mit vorkragendem Fachwerkobergeschoss des 16. Jhs. auf massivem Erdgeschoss, eines der wenigen Ackerbürgerhäuser des 16. Jhs. | 16. Jh.                                                                             | 14927 DDB  |
| Haus in Dieburg, Eulengasse 13                                                  | Wohnhaus                                                                              | Eulengasse 13 LageFlur: 1, Flurstück: 936/1 | Zweigeschossiges traufständiges Haus mit vorkragendem Fachwerkobergeschoss, Verlängerung des Hauses Nr. 11, an einer Knagge bez. 1545. | 1545                                                                                | 14928 DDB  |
| weitere Bilder                                                                  | Evangelische Pfarrkirche                                                              | Frankfurter Straße 1 LageFlur: 8, Flurstück: 321/2 | Neugotisches einschiffiges Kirchengebäude mit kleinem fünfseitigem Chor und spitzem Westturm. Gotteshaus der evangelischen Kirchengemeinde Dieburg. | 1888/89                                                                             | 14929 DDB  |
| evangelisches Pfarrhaus in Dieburg, Frankfurter Str. 3                          | Evangelisches Pfarrhaus                                                               | Frankfurter Straße 3 LageFlur: 8, Flurstück: 320/1 | Zweigeschossiger Massivbau, Pfarrhaus der evangelischen Kirchengemeinde Dieburg. | 1898                                                                                | 14930 DDB  |
| Doppelhaus Dieburg, Frankfurter Str 4–6                                         | Doppelwohnhaus                                                                        | Frankfurter Straße 4/6 LageFlur: 8, Flurstück: 322/2, 324 | Zweigeschossiges Doppelhaus mit hellem Klinkermauerwerk und historisierenden Schmuckformen. | Ende 19. Jh.                                                                        | 14931 DDB  |
| Wohnhaus                                                                        | Wohnhaus                                                                              | Frankfurter Straße 13 LageFlur: 8, Flurstück: 314/1 | |                                                                                     | 119127 DDB |
| Doppelhaus Dieburg Frankfurter Str. 30, Marienstr. 2                            | Doppelwohnhaus                                                                        | Frankfurter Straße 30, Marienstraße 2 LageFlur: 1, Flurstück: 382, 381 | Doppelhaus mit gut gestalteter Fassade, spitzgiebeligen Zwerchhäusern und Eckerkern mit geschwungenen Hauben. | um 1900                                                                             | 14932 DDB  |
| Schlossbrücke                                                                   | Schlossbrücke                                                                         | Gersprenz (Schlossgasse) LageFlur: 1, Flurstück: 695 | Brücke der Schlossgasse über die Gersprenz, die seit dem Mittelalter Verbindungsstraße zwischen Marktplatz und Burg bzw. heute Landratsamt ist. | 17. Jh.                                                                             | 14964 DDB  |
| Glaubersgraben-Brücke                                                           | Glaubersgraben-Brücke                                                                 | Glaubersgraben (Rheingaustraße) LageFlur: 1, Flurstück: 13/3 | Brücke der Rheingaustraße über den Glaubersgraben. Die Brücke wurde 1833 auf Befehl des Großherzogs Ludwig II. als Teil der Chaussee von Roßdorf über Dieburg nach Seligenstadt erbaut. | 1833                                                                                | 119131 DDB |
| Ehemalige Höhere Bürgerschule, heute Goetheschule, Dieburg Goethestraße 10      | Ehemalige höhere Bürgerschule/Goetheschule                                            | Goethestraße 10 LageFlur: 2, Flurstück: 233/5 | Die ehemalige Höhere Bürgerschule (Realschule und Pro Gymnasium) ist die heutige Kooperative Gesamtschule des Landkreises Darmstadt-Dieburg „Goetheschule Dieburg“ (GSD). Die Schule ist Mitglied im Netzwerk der UNESCO-Projekt-Schulen und betreibt einen „Weltladen“. Der Freiheitskämpfer Alfred Delp machte hier 1926 sein Abitur. | 1908                                                                                | 119128 DDB |
| Heiligenbild                                                                    | Heiligenbild                                                                          | Groß-Umstädter Straße (bei Nr. 4) LageFlur: 7, Flurstück: 78/1 | Ein 1758 vom Stadtleutnant Gabriel Auer gestiftetes sog. „Heiligblut-Bild“, welches in der Blutskapelle am Wallfahrtsweg Mainz-Dieburg-Walldürn stand. Das Bild befindet sich heute in einer Mauernische an selber Stelle bei der Groß-Umstädter Straße 4. | 1758                                                                                | 14937 DDB  |
| Landhaus Dieburg Groß-Umstädter Str. 16                                         | Wohnhaus                                                                              | Groß-Umstädter Straße 16 LageFlur: 12, Flurstück: 79/5 | Ehemaliges Landhaus der Familie Schwan, 1907 vom Architekten Prof. Heinrich Metzendorf im Landhausstil erbaut (Villa Schwan genannt). | 1907                                                                                | 14938 DDB  |
| weitere Bilder                                                                  | Friedhof                                                                              | Groß-Umstädter Straße 39 LageFlur: 7, Flurstück: 100, 101, 102/1 | |                                                                                     | 827650 DDB |
| Hausmadonna in Dieburg, Gundermannsgasse                                        | Madonnafigur                                                                          | Gundermannsgasse 9 LageFlur: 1, Flurstück: 562 | Madonnenfigur in Rokokoformen. |                                                                                     | 14939 DDB  |
| Herrngraben-Brücke                                                              | Herrngraben-Brücke                                                                    | Herrngraben LageFlur: 1, Flurstück: 833/4 | |                                                                                     | 827651 DDB |
| Fachwerkhaus in Dieburg, Klosterstr. 24                                         | Wohnhaus                                                                              | Klosterstraße 24 LageFlur: 1, Flurstück: 903 | Zweigeschossiges traufständiges Haus mit Fachwerkobergeschoss, Ende 17. Jh., auf massivem Sockelgeschoss. | Ende 17. Jh.                                                                        | 14941 DDB  |
| Wappenstein aus Sandstein mit Jahreszahl 1573                                   | Sachteil Wappenstein                                                                  | Klosterstraße 26 LageFlur: 1, Flurstück: 835 | Wappenstein aus Sandstein mit Wappen des Mainzer Erzbischofs Daniel Brendel von Homburg mit Inschrift „DES KURFÜRSTEN DANIEL PREMBEL VON HOMBURG“ und der Jahreszahl 1573. | 1573                                                                                | 14942 DDB  |
| weitere Bilder                                                                  | Ehemaliges Konvikt                                                                    | Konviktsweg 23 LageFlur: 2, Flurstück: 36/1 | Der Mainzer Bischof Wilhelm Emmanuel Freiherr von Ketteler ließ das Gebäude 1869 als Bischöfliches Knabenkonvikt erbauen. 1908 wurde dem Internat weiter nördlich ein zusätzliches Schulhaus (heute Goetheschule) erbaut. Nach mehrfachem Wechsel der Nutzung und langjährigem Leerstand wurde es 2013 als Förderschule für verhaltensauffällige Hochbegabte wieder eröffnet und gehört seitdem zum St. Josephshaus in Klein-Zimmern. | 1868                                                                                | 14940 DDB  |
| Kapelle                                                                         | Kapelle                                                                               | Kratzengasse 2 LageFlur: 1, Flurstück: 854/1 | Krankenhauskapelle des ehem. Krankenhauses St. Rochus mit aufwändig gestalteter, in Gelb- und Rottönen gehaltener Glaswand im Osten. | 1964                                                                                | 827652 DDB |
| Bild gesucht BW                                                                 | Turmstumpf der Stadtbefestigung                                                       | Kratzengasse 4 LageFlur: 1, Flurstück: 851/1 | |                                                                                     | 827653 DDB |
| Wohnhaus                                                                        | Wohnhaus                                                                              | Löwengasse 6 LageFlur: 1, Flurstück: 630 | Zweigeschossiges traufständiges Haus mit spitzem Dach, Fachwerkobergeschoss, auf massivem Sockelgeschoss, Kellereingang bez. 1576. Eines der ältesten Häuser der Stadt. | 1576                                                                                | 14943 DDB  |
| Kleinbürger-/Arbeiterhaus, Dieburg Marienstraße 5/7                             | Doppelwohnhaus                                                                        | Marienstraße 5/7 LageFlur: 1, Flurstück: 326, 327 | Eingeschossiges Gebäude mit paarig angeordneten Zwerchhäusern, Klinkerfassade, besterhaltenes Kleinbürger-/Arbeiterhaus der Zeit um 1900 in der Marienstraße. | um 1900                                                                             | 14944 DDB  |
| Ehemaliges Mädchenschulhaus                                                     | Ehemaliges Mädchenschulhaus                                                           | Marienstraße 16 LageFlur: 1, Flurstück: 373/1 | | 1913                                                                                | 827654 DDB |
| Knabenschulhaus, Dieburg Marienstr. 18                                          | Ehemaliges Knabenschulhaus                                                            | Marienstraße 18 LageFlur: 1, Flurstück: 373/1 | Schulgebäude der ehemaligen Stadtknabensschule, heute Grundschule Marienschule. | 1901/02                                                                             | 14945 DDB  |
| Wohnhaus                                                                        | Wohnhaus                                                                              | Marienstraße 21, Klosterstraße 34 LageFlur: 1, Flurstück: 363/1, 363/3 | | 1925                                                                                | 827655 DDB |
| Ehemaliges Gasthaus Zum Reichsadler                                             | Ehemaliges Gasthaus Zum Reichsadler                                                   | Marienstraße 23 LageFlur: 1, Flurstück: 411 | Zweigeschossiger Massivbau in Jugendstilformen. | 1905                                                                                | 14946 DDB  |
| Ehemaliges Amtsgericht                                                          | Ehemaliges Amtsgericht                                                                | Marienstraße 31 LageFlur: 1, Flurstück: 414/3 | Das bis 1905 erbaute Gebäude diente zunächst als Gerichtsgebäude des neu eingerichteten Amtsgerichtsbezirk Dieburg des Großherzogtums Hessen. Heute wird es als Wohnhaus genutzt. | 1903–1905                                                                           | 14947 DDB  |
| Dieburg Kolbsches Haus Markt 2, erbaut um 1515                                  | Sogenanntes Kolb’sches Haus                                                           | Markt 2 LageFlur: 1, Flurstück: 968/6 | Zweigeschossiges Fachwerkhaus mit beidseitigem Krüppelwalm und gebrochenem Dach, spätmittelalterliches Fachwerk mit Vorformen des Wilden Manns, Amtskellerei des Uriel von Gemmingen, Erzbischof von Mainz. | um 1515                                                                             | 14948 DDB  |
| weitere Bilder                                                                  | Rathaus und ehemaliges Kreisamt                                                       | Markt 4 LageFlur: 1, Flurstück: 917/1 | Ein von Landbaumeister Lerch, einem Schüler des Darmstädter Hofarchitekten Moller, im klassizistischen Stil erbautes Rathaus von 1828 und Kreisamt von 1833. Am Uhrturm ist die „Geißbockuhr“ angebracht. Nach Abriss der Nebengebäude in den 1970er Jahren werden beide Gebäude durch einen Neubau verbunden und dienen nun beide als Rathaus. | 1828 bzw. 1833                                                                      | 14949 DDB  |
| Wohnhaus, ehemalige Zehntscheune                                                | Wohnhaus, ehemalige Zehntscheune                                                      | Markt 6 LageFlur: 1, Flurstück: 758 | Zweigeschossiger Massivbau mit gebrochenem Walmdach, ehemalige barocke Zehntscheune der Familie Groschlag. |                                                                                     | 14950 DDB  |
| Haus Dieburg Markt 12                                                           | Wohn- und Geschäftshaus                                                               | Markt 12 LageFlur: 1, Flurstück: 740 | Zweigeschossiges, dreiseitig freistehendes Gebäude mit Fachwerkobergeschoss des 19. Jhs. auf massivem Sockel des 17. Jhs. | 17. Jh. bzw. 19. Jh.                                                                | 14951 DDB  |
| Haus Dieburg Markt 13                                                           | Wohn- und Geschäftshaus                                                               | Markt 13 LageFlur: 1, Flurstück: 739 | Zweigeschossiges, dreiseitig freistehendes Gebäude mit Fachwerkobergeschoss des 19. Jhs. auf massivem Sockel. | 19. Jh.                                                                             | 14952 DDB  |
| Dieburg, Markt 23, ehemalige Reitschmiede, 1587 als Schmiede erwähnt            | Wohn- und Geschäftshaus                                                               | Markt 23 LageFlur: 1, Flurstück: 697 | Zweigeschossiges Fachwerkhaus mit verputztem Erdgeschoss, verschindeltem Obergeschoss und Mansarddach. Eines der ältesten Häuser, in dem seit dem Mittelalter die Marktschniede war. Heute ist es die Metzgerei „Zur alten Schmiede“. | 1465                                                                                | 14953 DDB  |
| Ehemalige Ingenieurakademie der Deutschen Bundespost                            | Ehemalige Ingenieurakademie der Deutschen Bundespost                                  | Max-Planck-Straße 2, Am Campus, Am Campus 3b, Am Forstwald, Max-Planck-Straße LageFlur: 12, Flurstück: 191/10, 191/6, 191/9, 4/1, 447, 448/6, 473/10, 473/7, 473/9, 542/4 | 1968 als Ingenieurakademie der Deutschen Bundespost (IngAk) eröffnet, ist der Gebäudekomplex seit 2000 der Mediencampus-Dieburg der h_da. | 1968                                                                                | 119129 DDB |
| Kreuzigungsgruppe in Dieburg, Minnefeld 2                                       | Kreuzigungsgruppe                                                                     | Minnefeld (bei Nr. 4) LageFlur: 1, Flurstück: 232/1 | Barocke Sandsteingruppe, von Johannes Lippert und seiner Ehefrau Maria gestiftet. | 1717                                                                                | 14954 DDB  |
| weitere Bilder                                                                  | Kloster                                                                               | Minnefeld 32, Spitalstraße 47 LageFlur: 1, Flurstück: 287, 288 | Oratorium (1866) und Klosterkirche (1866/67) wurden von den Kapuzinermönchen als einfache Bruchsteingebäude ohne Schmuckwerk erbaut. Auffällig ist der schlanke quadratische Dachreiter mit neugotischem Helm. | 1866/67                                                                             | 827656 DDB |
| weitere Bilder                                                                  | Wendelinuskapelle                                                                     | Minnefeld (Ecke Frankfurter Straße) LageFlur: 1, Flurstück: 310 | Die Wendelinuskapelle wurde 1904 am Rande des Kapuzinerklosters, gegenüber dem Marienplatz erbaut. Sie ersetzt die baufällig gewordene alte Flurkapelle auf der anderen Straßenseite. Ein Dieburger Metzger musste wegen einer Verfehlung das Geld zum Bau der Kapelle als Sühneleistung geben. | 1904                                                                                | 14956 DDB  |
| Dieburg Mühlturm und Stadtbefestigung                                           | Mühlturm und Stadtmauer                                                               | Mühlturm, Weißturmstraße 1, Rheingaustraße 1, 17, Markt 17, 22, Eulengasse, Bei der Erlesmühle LageFlur: 1, Flurstück: 47, 48, 479, 698, 706/2, 706/3, 710, 727, 728, 731, 732, 949, 953, 954, 959/2 | Reste der mittelalterlichen Stadtmauer von Dieburg, von der verschiedene Teile über die Innenstadt verteilt erhalten sind. Auch erhalten sind der Mühlturm, der im Mittelalter als Verlies diente, und ein Stumpf des Hexenturms. | um 1220                                                                             | 14968 DDB  |
| Katholisches Pfarrhaus in Dieburg                                               | Katholisches Pfarrhaus                                                                | Pfarrgasse 6 LageFlur: 1, Flurstück: 775/3 | Zweigeschossiges Eckgebäude aus behauenem Sandsteinquadermauerwerk, Pfarrhaus der katholischen Pfarrei St. Peter und Paul Dieburg hinter der Pfarrkirche. | 1892                                                                                | 14958 DDB  |
| Fachwerkhaus Dieburg Rheingaustr. 5                                             | Wohnhaus                                                                              | Rheingaustraße 5 LageFlur: 1, Flurstück: 724 | Zweigeschossiger Bau mit Fachwerkobergeschoss auf massivem Erdgeschoss, Kellereingang bez. 1566. | 16. Jh.                                                                             | 14959 DDB  |
| Haus Dieburg Rheingaustr. 22                                                    | Wohn- und Geschäftshaus                                                               | Rheingaustraße 22 LageFlur: 1, Flurstück: 693/1 | Zweigeschossiger Eckbau mit Fachwerkobergeschoss auf massivem Erdgeschoss. | um 1700                                                                             | 14960 DDB  |
| Fachwerkhaus Dieburg Rheingaustr. 25                                            | Wohn- und Geschäftshaus                                                               | Rheingaustraße 25 LageFlur: 1, Flurstück: 711/1 | Zweigeschossiger traufständiger Bau mit Fachwerkobergeschoss auf massivem Erdgeschoss. | Anfang 18. Jh.                                                                      | 14961 DDB  |
| Oberförsterei                                                                   | Oberförsterei                                                                         | Ringstraße 54 LageFlur: 12, Flurstück: 80/2 | Freistehender Massivbau mit verschindeltem Zwerchhaus über leicht hervorstehendem Sandsteinerker, Verwaltungsgebäude des Forstamts Dieburg. | um 1900                                                                             | 14962 DDB  |
| Villa                                                                           | Villa                                                                                 | Ringstraße 88 LageFlur: 7, Flurstück: 189 | |                                                                                     | 827657 DDB |
| Wohnhaus                                                                        | Wohnhaus                                                                              | Römerstraße 22 LageFlur: 1, Flurstück: 168 | |                                                                                     | 119132 DDB |
| weitere Bilder                                                                  | Ehemalige Wasserburg, Albini’sches Schloss und ehemaliges Kreisamtsgebäude, Bildstock | Schloßgasse 4, 6, 9, 11–16, 18, 20, Gersprenz, Bei der Erlesmühle, An der Brückenmühle, Am Schloß, Albinistraße 23 LageFlur: 1, Flurstück: 54/5, 977/5, 977/9–12, 979/3–7, 980/1–4, 987/1–4, 988/2, 989/5, 989/6, 990–992, 994–997 | Vom mittelalterlichen Schloss sind heute noch der nordöstliche Rundturm sowie zwei Verbindungsmauern zur ehemaligen Stadtmauer erhalten. Der heutige Südflügel der Anlage wurde von Freiherr von Albini 1809 neu aufgebaut und ist heute als „Albini’sches Schloss“ bekannt. Im Osten der Anlage wurde nach Abrissarbeiten 1902 das heutige Kreisamtsgebäude errichtet. | 13. Jh. (Wasserburg), 1809 (Albini’sches Schloss), 1902 (Kreisamtsgebäude)          | 776614 DDB |
| Bild gesucht BW                                                                 | Schwimmbecken und Sprungtürme des Ludwig-Steinmetz-Bades                              | Schwimmbadweg 9 LageFlur: 1, Flurstück: 243/35 | | 1953                                                                                | 119133 DDB |
| Ehemaliges Hospital und Schule, Dieburg Spitalstraße 1                          | Ehemaliges Hospital und Schule                                                        | Spitalstraße 1 LageFlur: 1, Flurstück: 437 | Nach dem Abriss des 1336 eröffneten „Heiliggeistspital“ wurde an selber Stelle ein Schulgebäude für die Handwerkerschule errichtet. Später als Stadtmädchenschule und heute als Wohnhaus genutzt. | 1816                                                                                | 14965 DDB  |
| Wohnhaus                                                                        | Wohnhaus                                                                              | Spitalstraße 22 LageFlur: 1, Flurstück: 819 | |                                                                                     | 827658 DDB |
| Bauernhaus in Dieburg Spitalstr. 41                                             | Wohnhaus                                                                              | Spitalstraße 41 LageFlur: 1, Flurstück: 314/8 | Zweigeschossiges Bauernhaus mit Fachwerkobergeschoss auf massivem Erdgeschoss. | 17. Jh.                                                                             | 14967 DDB  |
| weitere Bilder                                                                  | Katholische Pfarrkirche St. Peter und Paul                                            | Steinstraße 3 LageFlur: 1, Flurstück: 775/3 | Dreischiffige neugotische Hallenkirche mit in italienischer Form verändertem Turm, Pfarrkirche der katholischen Pfarrei St. Peter und Paul Dieburg. Seit dem Mittelalter befanden sich an dieser Stelle religiöse Gebäude und seit 1569 die Städtische Pfarrkirche, diese Funktion übte zuvor die außerhalb der Stadtmauer im Vorort Altstadt gelegene Wallfahrtskirche aus. | 1891–1892                                                                           | 14969 DDB  |
| Haus, Biedermeierstil, Dieburg Steinstr. 4                                      | Wohn- und Geschäftshaus                                                               | Steinstraße 4 LageFlur: 1, Flurstück: 755, 757 | Zweigeschossiger Eckbau mit Fachwerkobergeschoss des 19. Jhs. auf massivem Erdgeschoss. | 1815–1848                                                                           | 14970 DDB  |
| Eckhaus in Dieburg Steinstr. 10                                                 | Wohnhaus                                                                              | Steinstraße 10 LageFlur: 1, Flurstück: 923 | Zweigeschossiger Eckbau mit Fachwerkobergeschoss der 1. Hälfte des 17. Jhs. auf massivem Erdgeschoss. | 17. Jh.                                                                             | 14971 DDB  |
| Eckhaus, Dieburg Steinstr. 11                                                   | Wohnhaus                                                                              | Steinstraße 11 LageFlur: 1, Flurstück: 913 | Zweigeschossiger Eckbau mit Fachwerkobergeschoss mit Zierformen des 17. Jhs. auf massivem Erdgeschoss. | 17. Jh.                                                                             | 14972 DDB  |
| weitere Bilder                                                                  | Ehemaliger Frankensteiner Hof                                                         | Steinstraße 14 LageFlur: 1, Flurstück: 928/2 | Zweigeschossiger Hauptbau des von Joseph Franz von Fechenbach anstelle des Frankensteiner Hofs errichteten Wirtschaftshofs. | 1812                                                                                | 14973 DDB  |
| Fachwerkhaus Dieburg Steinstr. 15                                               | Wohnhaus                                                                              | Steinstraße 15 LageFlur: 1, Flurstück: 889/1 | Zweigeschossiges traufständiges Fachwerkhaus. | 16. Jh.                                                                             | 14974 DDB  |
| Fachwerkhaus Dieburg Steinstr. 17                                               | Wohnhaus                                                                              | Steinstraße 17 LageFlur: 1, Flurstück: 915 | Zweigeschossiges Fachwerkhaus in Ecklage mit teilweise massiv erneuertem Erdgeschoss. | 18. Jh.                                                                             | 14975 DDB  |
| Lohmühlenbrücke, Brücke über den Herrengraben in Dieburg                        | Herrngraben-Brücke                                                                    | Steinstraße (bei Nr. 40), Herrngraben LageFlur: 1, Flurstück: 35/6, 61/1, 833/4 | Brücke der Steinstraße über den Herrngraben, die im Mittelalter Teil der Stadtbefestigung und des Stadttores Mohnfelder Pforte war. Nach der nicht mehr erhaltenen Lohmühle auch Lohmühlbrücke genannt. | 1847                                                                                | 14976 DDB  |
| Dieburg, Ehemaliges Gasthaus Zum Hirsch, Steinweg 9                             | Ehemaliges Gasthaus Zum Hirsch                                                        | Steinweg 9 LageFlur: 1, Flurstück: 1016/1 | Zweigeschossiger traufständiger Bau mit Fachwerkobergeschoss auf massivem Untergeschoss, Hofeinfahrt bez. TC 1617. | 1617                                                                                | 14977 DDB  |
| in Fassade integrierte Säulen in Dieburg, Steinweg 14                           | Sachteile Rundsäulen                                                                  | Steinweg 14 LageFlur: 1, Flurstück: 1144 | Fünf der sechs Säulen des Rundtempels aus dem ehemaligen Englischen Garten sind in die Fassade des 1892 errichteten Gasthauses integriert. | 1771–1777                                                                           | 14978 DDB  |
| Wohnhaus                                                                        | Wohnhaus                                                                              | Steinweg 44 LageFlur: 1, Flurstück: 1102/4 | Giebelständiges, im Obergeschoss verschindeltes Fachwerkhaus mit Krüppelwalmdach. |                                                                                     | 119134 DDB |
| Wohnhaus                                                                        | Wohnhaus                                                                              | Theobaldstraße 15 LageFlur: 8, Flurstück: 313 | villenartiges Wohnhaus | um 1900                                                                             | 119135 DDB |
| Nebengebäude                                                                    | Mörshof                                                                               | Urberacher Weg 22 LageFlur: 4, Flurstück: 27/7 | | 1950er Jahre                                                                        | 119136 DDB |
| ältestes erhaltene Fachwerkhaus in Dieburg Zuckerstr. 4                         | Wohn- und Geschäftshaus                                                               | Zuckerstraße 4 LageFlur: 1, Flurstück: 750 | Zweigeschossiges giebelständiges Fachwerkhaus, ältester bekannter Bau Dieburgs. | 1383                                                                                | 14979 DDB  |
| Wohn- und Geschäftshaus                                                         | Wohn- und Geschäftshaus                                                               | Zuckerstraße 6 LageFlur: 1, Flurstück: 751 | Giebelständiges Fachwerkhaus. |                                                                                     | 119139 DDB |
| Eckhaus in Dieburg Zuckerstr. 15                                                | Wohn- und Geschäftshaus                                                               | Zuckerstraße 15 LageFlur: 1, Flurstück: 623 | Zweigeschossiger giebelständiger Bau in Ecklage mit Fachwerkobergeschoss auf massivem Untergeschoss. | 1592–1594                                                                           | 14980 DDB  |
| Fachwerkhaus Dieburg Zuckerstr. 17                                              | Wohn- und Geschäftshaus                                                               | Zuckerstraße 17 LageFlur: 1, Flurstück: 585 | Zweigeschossiger giebelständiger Bau in Ecklage mit vorkragendem, knaggengestütztem Fachwerkobergeschoss des 15. Jhs. auf massivem Untergeschoss. | 15. Jh.                                                                             | 14981 DDB  |
| Fachwerkhaus in Dieburg, Zuckerstr. 18                                          | Wohnhaus                                                                              | Zuckerstraße 18 LageFlur: 1, Flurstück: 767 | Zweigeschossiger traufständiger Bau mit Fachwerkfassade. |                                                                                     | 14982 DDB  |
| ehemaliges Schulhaus in Dieburg, Pfarrgasse 4                                   | Ehemalige Schule                                                                      | Zuckerstraße 24, 26 LageFlur: 1, Flurstück: 771/2 | Das zweigeschossige Fachwerkhaus in Ecklage ist das älteste bekannte Schulhaus in Dieburg. | Ende 17. Jh.                                                                        | 14957 DDB  |
| Ehemaliges Gasthaus Zum weißen Ross in Dieburg Zuckerstr. 25                    | Ehemaliges Gasthaus Zum weißen Ross                                                   | Zuckerstraße 25 LageFlur: 1, Flurstück: 580/3 | Traufständiges zweistöckiges Haus mit Fachwerkobergeschoss. | 1748                                                                                | 14984 DDB  |
| Fachwerkhaus in Dieburg Zuckerstr. 33                                           | Fachwerkhaus                                                                          | Zuckerstraße 33 LageFlur: 1, Flurstück: 551 | Zweigeschossiger traufständiger Bau in Ecklage, Fachwerkobergeschoss des 18. Jhs. auf massivem Untergeschoss. | 1728                                                                                | 14985 DDB  |
| Fachwerkhäuser, Dieburg Zuckerstr. 35–37                                        | Sachteile Fachwerk                                                                    | Zuckerstraße 35/37 LageFlur: 1, Flurstück: 528/2 | Teile des Fachwerks des Vorgängerbaus wurden im Obergeschoss wiederverwendet. |                                                                                     | 14986 DDB  |
| Haus in Dieburg Zuckerstr. 43                                                   | Wohnhaus                                                                              | Zuckerstraße 43 LageFlur: 1, Flurstück: 523/1 | Zweigeschossiger giebelständiger Bau des 16. Jhs. mit Krüppelwalmdach. | 16. Jh.                                                                             | 14987 DDB  |
| Heiligenfigur an Hauswand in Dieburg, Zuckerstr 47                              | Figur des Hl. Johann von Nepomuk                                                      | Zuckerstraße 47 LageFlur: 1, Flurstück: 521 | Figur des heiligen Johann von Nepomuk in einer klassizistischen Nische im Obergeschoss des Hauses. |                                                                                     | 14988 DDB  |

## Abgegangene Kulturdenkmäler
| Bild | Bezeichnung             | Lage                                                 | Beschreibung | Bauzeit           | Objekt-Nr. |
| --- | ----------------------- | ---------------------------------------------------- | --- | ----------------- | ---------- |
| Bild gesucht BW                                                                                           | Wohnhaus                | Groß-Umstädter Straße 1 LageFlur: 7, Flurstück: 42/2 | Zweigeschossiger Massivbau mit aufwändigem Ziegelsteindekor. Dieses Haus wurde wegen Erweiterung der benachbarten Tankstelle abgerissen. | um 1900           |            |
| Ehemalige Gaststätte „Zum Lamm“ (rechts) und „Hiemenze’ Haus“ (links), kurz vor dem Abbruch.              |                         | Minnefeld 22/26 LageFlur: 1, Flurstück: 266          | Ehemalige Gaststätte „Zum Lamm“. Das Gebäude wurde Ende März 2016 wegen Einsturzgefahr abgerissen | 1799              |            |
| Bild gesucht BW                                                                                           | Wohnhaus                | Spitalstraße 31 LageFlur: 1, Flurstück: 348/5        | Traufständiges zweigeschossiges Fachwerkhaus mit einfachem konstruktivem Fachwerkgefüge. | 1. Hälfte 18. Jh. |            |
| Zuckerstraße 19 (Steinmetz, ganz links) 2004, vor dem Brand von 2011 … · … und nach dem Wiederaufbau 2016 | Wohn- und Geschäftshaus | Zuckerstraße 19 LageFlur: 1, Flurstück: 584          | Giebelständiges zweigeschossiges Haus mit massivem Erdgeschoss, Fachwerkobergeschoss und Krüppelwalmdach. Das „Steinmetzhaus“ brannte am 22. Februar 2011 aus. Die Fachwerkfassade wurde 2016 mit zum Teil originalen Balken rekonstruiert. | 17. Jh.           |            |